# Seinfeld
Seinfeld er en amerikansk sitcom, skabt af Larry David og Jerry Seinfeld, og var én af de absolut mest populære tv-serier i USA i 1990'erne. Serien blev oprindeligt sendt i USA på NBC fra den 5. juli 1989 til den 14. maj 1998 og nåede et antal på 180 afsnit. Mellem 20 og 30 millioner amerikanere fulgte hver uge med i serien, der satte dagsordenen ved de mange water-cooler conversations (sniksnak på arbejdspladsen) landet over. I 2002 blev serien kåret til det bedste amerikanske tv-show nogensinde af magasinet  TV Guide. Seinfeld fik sin debut på dansk tv den 18. juni 1994 på TV 2, men serien opnåede aldrig samme succes som i USA. Serien har da heller aldrig haft særligt høje seertal herhjemme. I gennemsnit er hvert Seinfeld-afsnit i Danmark blevet set af 176.000.
Serien handler om fire personer på ca. 30 år fra New York. Hovedpersonerne spilles af komikeren Jerry Seinfeld, 
Jason Alexander som den uheldige og nærige George Costanza, Julia Louis-Dreyfus som Elaine Benes og sidst, men ikke mindst, Michael Richards som Jerrys skøre og excentriske nabo Cosmo Kramer. Der optræder ligeledes nogle hyppigt anvendte bipersoner, blandt andet Kramers ven, postbuddet Newman spillet af Wayne Knight. Serien er blevet beskrevet af mange, som serien der handler om ingenting, da den hovedsageligt handler om småting i hovedpersonernes liv.